# Sharada del Nepal
Sharada del Nepal (nome completo: Sharada Rajya Lakshmi Devi Shah del Nepal; Katmandu, 2 febbraio 1942 – Katmandu, 1º giugno 2001) è stata una principessa del Nepal in quanto seconda figlia del re Mahendra del Nepal e della sua prima moglie, la principessa ereditaria Indra Rajya Lakshmi Devi. Fu uccisa insieme al marito e ai parenti nel massacro del 1º giugno 2001.

## Biografia

### Infanzia
La principessa Sharada del Nepal nacque nel Palazzo Reale di Narayanhiti a Katmandu, nel Regno del Nepal. Fu la seconda figlia del re Mahendra del Nepal e della sua prima moglie, la principessa ereditaria Indra Rajya Lakshmi Devi, morta nel 1950.
Il nome Sharada significa "Dea dell'Arte e della Conoscenza".
Venne educata nel Convento di Loreto a Darjeeling, e all'Università Tribhuvan, a Katmandu.

### Matrimonio
La principessa Sharada si sposò con Kumar Khadga Bikram Shah (1939–2001) il 29 maggio 1965 a Katmandu. I suoi antenati erano i raja di Jumla nell'estremo ovest del Nepal. Era un noto accademico e scrittore, la coppia ebbe tre figli.

### Vita successiva

#### Campo medico
La principessa Sharada era attiva in attività di assistenza sociale ed era coinvolta in attività di assistenza ai bambini. La principessa Sharada era affiliata alla Società della Croce Rossa nepalese, il sottocomitato per il soccorso in caso di calamità e il sottocomitato per il benessere dei bambini, tra le altre organizzazioni. 
Nel 1971 Sharada fondò la SOS Villaggi dei bambini del Nepal, e ne divenne il presidente.

#### Massacro della famiglia Reale
Il 1º giugno 2001, dieci membri della famiglia reale nepalese furono assassinati dal principe ereditario Dipendra. Dipendra puntò un fucile contro il padre re Birendra e sparò, ferendolo con diversi proiettili ma non uccidendolo. Uscì nel giardino e caricò un altro fucile, e rientrò poco dopo con l'intento di sparare di nuovo al padre, ma venne fermato dallo zio, il principe Dhirendra, che gli disse: «Basta così, dammi il fucile!», ma fu colpito a bruciapelo. Poco dopo Dipendra sparò e ferì mortalmente Kumar Khadga, marito della principessa Sharada, che accorse al suo fianco, poco dopo, Dipendra sparò anche a lei, uccidendola.
Insieme alla principessa Sharada e suo marito, morirono anche altri parenti, tra cui la regina, il principe Nirajan, la principessa Shruti, la principessa Shanti e la principessa Jayanti. Il re e il principe Dhirendra morirono in ospedale. L'assassino, il principe Dipendra, si suicidò. Sopravvissero invece la principessa Shova, la principessa Komal, la principessa Ketaki (Mrs. Chester) e il principe Paras. Rimasero illese invece la regina madre Ratna e la principessa Helen.

## Discendenza
Sharada e suo marito ebbero tre figli:
1. Bikash Bikram Shah, brigadier generale.
2. Deebas Bikram Shah, convocatore.
3. Ashish Bikram Shah.

## Ascendenza
|                                                                      |                                                                |                                                               | Genitori       |  |  | Nonni |  |  | Bisnonni                                      |  |  | Trisnonni                                |  |
|                                                                      |                                                                |                                                               |                |  |  |       |  |  | Prithvi Prithvi Bir Bikram Shah, re del Nepal |  |  | Trailokya, Principe ereditario del Nepal |  |
|                                                                      |                                                                |                                                               |                |  |  |       |  |  | Prithvi Prithvi Bir Bikram Shah, re del Nepal |  |  | Trailokya, Principe ereditario del Nepal |  |
|                                                                      |                                                                | Lalit Rajya Lakshmi Devi                                      |                |  |  |       |  |  | Prithvi Prithvi Bir Bikram Shah, re del Nepal |  |  |                                          |  |
| Tribhuvan Bir Bikram Shah Dev, re del Nepal                          |                                                                |                                                               |                |  |  |       |  |  | Prithvi Prithvi Bir Bikram Shah, re del Nepal |  |  |                                          |  |
|                                                                      |                                                                | Divyeshwari Rajya Lakshmi Devi, principessa Rajput del Punjab | …              |  |  |       |  |  |                                               |  |  |                                          |  |
|                                                                      |                                                                | Divyeshwari Rajya Lakshmi Devi, principessa Rajput del Punjab | …              |  |  |       |  |  |                                               |  |  |                                          |  |
|                                                                      |                                                                | Divyeshwari Rajya Lakshmi Devi, principessa Rajput del Punjab | …              |  |  |       |  |  |                                               |  |  |                                          |  |
| Mahendra Bir Bikram Shah Dev, re del Nepal                           |                                                                | Divyeshwari Rajya Lakshmi Devi, principessa Rajput del Punjab |                |  |  |       |  |  |                                               |  |  |                                          |  |
|                                                                      |                                                                | Arjan Singh Sahib, Raja di Chhatara, Barhgaon e Oudh          | …              |  |  |       |  |  |                                               |  |  |                                          |  |
|                                                                      |                                                                | Arjan Singh Sahib, Raja di Chhatara, Barhgaon e Oudh          | …              |  |  |       |  |  |                                               |  |  |                                          |  |
|                                                                      |                                                                | Arjan Singh Sahib, Raja di Chhatara, Barhgaon e Oudh          | …              |  |  |       |  |  |                                               |  |  |                                          |  |
| Kanti Rajya Lakshmi Devi                                             |                                                                | Arjan Singh Sahib, Raja di Chhatara, Barhgaon e Oudh          |                |  |  |       |  |  |                                               |  |  |                                          |  |
|                                                                      |                                                                | Krishnavati Devi Sahiba                                       | …              |  |  |       |  |  |                                               |  |  |                                          |  |
|                                                                      |                                                                | Krishnavati Devi Sahiba                                       | …              |  |  |       |  |  |                                               |  |  |                                          |  |
|                                                                      |                                                                | Krishnavati Devi Sahiba                                       | …              |  |  |       |  |  |                                               |  |  |                                          |  |
| Sharada del Nepal                                                    |                                                                | Krishnavati Devi Sahiba                                       |                |  |  |       |  |  |                                               |  |  |                                          |  |
|                                                                      | Juddha Shamsher Jang Bahadur Rana, Maragià di Lambjang e Kaski | Dhir Shamsher Jang Bahadur Rana, Maragià di Lambjang e Kaski  |                |  |  |       |  |  |                                               |  |  |                                          |  |
|                                                                      | Juddha Shamsher Jang Bahadur Rana, Maragià di Lambjang e Kaski | Dhir Shamsher Jang Bahadur Rana, Maragià di Lambjang e Kaski  |                |  |  |       |  |  |                                               |  |  |                                          |  |
|                                                                      | Juddha Shamsher Jang Bahadur Rana, Maragià di Lambjang e Kaski | Juhar Kumari Devi                                             |                |  |  |       |  |  |                                               |  |  |                                          |  |
| Hari Shamsher Jang Bahadur Rana, Maragià di Lambjang e Kaski         | Juddha Shamsher Jang Bahadur Rana, Maragià di Lambjang e Kaski |                                                               |                |  |  |       |  |  |                                               |  |  |                                          |  |
|                                                                      |                                                                | Jetha Bada Maharani Padma Kumari, degli Shah di Gulmi         | N. Bikram Shah |  |  |       |  |  |                                               |  |  |                                          |  |
|                                                                      |                                                                | Jetha Bada Maharani Padma Kumari, degli Shah di Gulmi         | N. Bikram Shah |  |  |       |  |  |                                               |  |  |                                          |  |
|                                                                      |                                                                | Jetha Bada Maharani Padma Kumari, degli Shah di Gulmi         | …              |  |  |       |  |  |                                               |  |  |                                          |  |
| Indra Rajya Lakshmi Devi, della Casa dei Rana                        |                                                                | Jetha Bada Maharani Padma Kumari, degli Shah di Gulmi         |                |  |  |       |  |  |                                               |  |  |                                          |  |
|                                                                      |                                                                | N. Bikram Shah                                                | N. Bikram Shah |  |  |       |  |  |                                               |  |  |                                          |  |
|                                                                      |                                                                | N. Bikram Shah                                                | N. Bikram Shah |  |  |       |  |  |                                               |  |  |                                          |  |
|                                                                      |                                                                | N. Bikram Shah                                                | …              |  |  |       |  |  |                                               |  |  |                                          |  |
| Megha Kumari Rajya Lakshmi, sorella del colonnello Mohan Bikram Shah |                                                                | N. Bikram Shah                                                |                |  |  |       |  |  |                                               |  |  |                                          |  |
|                                                                      |                                                                | …                                                             | …              |  |  |       |  |  |                                               |  |  |                                          |  |
|                                                                      |                                                                | …                                                             | …              |  |  |       |  |  |                                               |  |  |                                          |  |
|                                                                      |                                                                | …                                                             | …              |  |  |       |  |  |                                               |  |  |                                          |  |
|                                                                      |                                                                | …                                                             |                |  |  |       |  |  |                                               |  |  |                                          |  |